# Euryanassa
Euryanassa is in de Griekse mythologie een dochter van de riviergod Pactolus. Volgens sommige bronnen was zij de vrouw van Tantalus.